# Too Much (Bros-dal)
A Too Much a brit Bros fiúcsapat első kimásolt kislemeze a The Time című második stúdióalbumról. A dal ezüst státuszt kapott, és a 2. helyig sikerült jutnia az angol kislemezlistán. A dal a Bros 5. legjobb kislemezei között szerepelt az Egyesült Királyságban. A dal rockosabb hangzású volt a korábbi kiadott daloknál.

## Megjelenések
12"  Európa CBS – 654647 6
- A	Too Much (Extended Version) 6:42
- B1	Too Much (Seven Inch Version) 3:33
- B2	Astrologically	3:29

## Videóklip
A dalhoz tartozó klippet Colin Chilvers rendezte, aki Michael Jackson Smooth Criminal című videóját is.

## Slágerlista
| Slágerlista                                  | Legjobb Helyezés |
| -------------------------------------------- | ---------------- |
| Ausztrália (ARIA Charts)                     | 11               |
| Németország (GfK Entertainment Charts)       | 28               |
| Írország (Ír slágerlista)                    | 1                |
| Hollandia (MegaCharts)                       | 42               |
| Új-Zéland (Official New Zealand Music Chart) | 6                |
| Franciaország (SNEP)                         | 37               |
| Egyesült Királyság (Brit kislemezlista)      | 2                |
| Svájc (Schweizer Hitparade)                  | 42               |
| Belgium (Ultratop)                           | 21               |